# Theodor Hamacher
Theodor Hamacher (* 27. August 1825 in Düsseldorf; † 19. März 1865 in Breslau) war ein deutscher Historien- und Porträtmaler der Düsseldorfer Schule.

## Leben
Hamacher war Sohn des Steindruckers Johann Peter Joseph Hamacher (* 1780) und seiner Frau Anna Maria, geb. Durong (* um 1800). An der Kunstakademie Düsseldorf studierte er Malerei, unter anderem bei ihrem Direktor Wilhelm Schadow. In den Jahren 1846 bis 1854 wirkte er als Hofmaler in Oldenburg. Dort schuf er die Porträts mehrerer Angehöriger des großherzoglichen Hauses Oldenburg, so 1847 das Bildnis der 1844 verstorbenen Cäcilie von Schweden, die der Großherzog August I. 1831 in dritter Ehe geheiratet hatte. In den Jahren 1851 bis 1852 restaurierte Hamacher zusammen mit seinem Schwager Raphael Schall, der seit 1846 mit seiner Schwester Elisabeth vermählt war, im Auftrag des Breslauer Domherrn Heinrich Förster die Fresken der Auferstehungskapelle des Breslauer Doms. Es folgten weitere Auftrage Försters, nachdem jener 1853 zum Fürstbischof von Breslau aufgestiegen war. Zusammen mit seinem Schwager Schall gehörte Hamacher zu den bevorzugten Malern des Fürstbischofs, in dessen Sammlung viele ihrer Bilder aufgenommen wurden. 1855 war Hamacher Trauzeuge der Eheschließung seiner Schwester Anna Catharina Josepha mit dem Aachener Goldschmied Reinhold Vasters. Im Todesjahr 1865 beschickte Hamacher eine Ausstellung der Royal Academy of Arts in London mit dem Bildnis seiner Frau, die ihm 1862 den Sohn Alfred und 1865 den Sohn Willy geboren hatte. Beide Söhne wurden ebenfalls Maler.

## Werke (Auswahl)

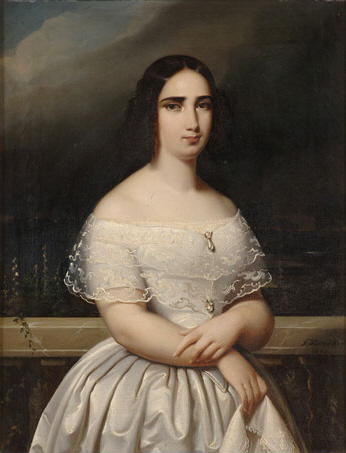
Cäcilie von Schweden, postumes Porträt, 1847

- Postumes Porträt der verstorbenen Großherzogin Cäcilie, 1847
- zusammen mit Raphael Schall: Restauration der Fresken in der Auferstehungskapelle des Breslauer Doms, 1851/1852
- Einzug des Erbherzoglichen Paares in Oldenburg, 1852, letztes offizielles „Staatsbild“ des Großherzogtums Oldenburg, Auftragsarbeit zur Vermählung des oldenburgischen Erbgroßherzogs Nikolaus Friedrich Peter mit Elisabeth von Sachsen-Altenburg[7]
- Die Schlüsselgewaltübergabe
- Madonna
- Die heilige Hedwig in der Kapelle
- Heinrich Förster, Porträt des Breslauer Fürstbischofs
- Der heilige Franz von Sales[8]
- Porträt einer Dame mit Spitzenhaube und blauer Schleife, 1862
- Porträt von Karl XIII. von Schweden nach Lorenz Pasch d. J., Schwedisches Nationalmuseum